# Município de Springfield (condado de Muskingum, Ohio)
O município de Springfield (em inglês: Springfield Township) é um município localizado no condado de Muskingum no estado estadounidense de Ohio. No ano de 2010 tinha uma população de 5.602 habitantes e uma densidade populacional de 116,11 pessoas por km².

## Geografia
O município de Springfield encontra-se localizado nas coordenadas 39° 54′ 45″ N, 82° 03′ 18″ O. Segundo o Departamento do Censo dos Estados Unidos, o município tem uma superfície total de 48.25 km², da qual 48.07 km² correspondem a terra firme e (0.38%) 0.18 km² é água.

## Demografia
Segundo o censo de 2010, tinha 5.602 habitantes residindo no município de Springfield. A densidade populacional era de 116,11 hab./km². Dos 5.602 habitantes, o município de Springfield estava composto pelo 96.18% brancos, o 1.93% eram afroamericanos, o 0.14% eram amerindios, o 0.12% eram asiáticos, o 0.02% eram insulares do Pacífico, o 0.07% eram de outras raças e o 1.54% pertenciam a duas ou mais raças. Do total da população o 0.32% eram hispanos ou latinos de qualquer raça.